# 무정한 로맨스
무정한 로맨스(Zhestokiy Romans, Ruthless Romance)는 러시아(구 소련)에서 제작된 엘다르 리아자노프 감독의 1984년 영화이다. 앨리사 프레인드리크 등이 주연으로 출연하였다.

## 출연

### 주연
- 앨리사 프레인드리크
- 니키타 미할코프

### 조연
- 알렉세이 페트렌코
- 보로슬라프 브론듀코브
- 알렉산더 팬크라토프-쵸리니
- 알렉산드르 피아트코브
- 세르게이 아치바쉐브